# Lehtosaari (ö i Kajanaland, Kehys-Kainuu, lat 64,09, long 29,67)
Lehtosaari är en ö i Finland. Den ligger i sjön Lammasjärvi och i kommunen Kuhmo i den ekonomiska regionen  Kehys-Kainuu  och landskapet Kajanaland, i den centrala delen av landet, 500 km nordost om huvudstaden Helsingfors. Öns area är 8,2 hektar och dess största längd är 410 meter i öst-västlig riktning.